# Grigorij Makarienkow
Grigorij Iwanowicz Makarienkow (ur. 1911 w Sieriedniewie w obwodzie smoleńskim, zm. w marcu 1976 w Smoleńsku) – starszy porucznik NKWD i KGB, jeden ze sprawców zbrodni katyńskiej.
Skończył szkołę powszechną, w 1933 wstąpił do Armii Czerwonej, w kwietniu 1937 do NKWD, a w 1939 do WKP(b). Kierowca w Zarządzie NKWD obwodu zachodniego, przemianowanego później na obwód smoleński. 
Uczestnik masowego mordu na polskich jeńcach wiosną 1940, rozkazem szefa NKWD Ławrientija Berii z 26 października 1940 nagrodzony za „pomyślne wykonanie zadań specjalnych”. 
W 1954 został oficerem operacyjnym Zarządu KGB w obwodzie iwanowskim w stopniu starszego porucznika.

## Odznaczenia
- Order Czerwonego Sztandaru (1954)
- Order Czerwonej Gwiazdy (1949)
- Medal „Za zasługi bojowe” (1945)

I 5 medali.